# Christophe Crombez
Christophe Crombez (1967) is een Belgisch econoom, buitengewoon hoogleraar politieke economie aan de Faculteit Economie en Bedrijfswetenschappen van de KU Leuven en Senior Research Scholar aan het Freeman Spogli Institute for International Studies van Stanford University. Tot zijn onderzoeksdomeinen behoorden speltheorie, relaties tussen bedrijven en overheid en economische politiek van de Europese Unie.
Crombez studeerde toegepaste economische wetenschappen aan de Katholieke Universiteit Leuven waar hij in 1989 een licentiaat behaalde en promoveerde tot Ph.D. in Business (Political Economics) (doctor) in 1994 aan Stanford University. Hij startte dat jaar als hoofddocent in Leuven en combineert dit sinds 1999 met meerdere verschillende posities in Stanford.
Zijn publicaties werden al aanvaard in The Journal of Politics, European Union Politics, het Journal of European Public Policy, het Journal of Theoretical Politics, Legislative Studies Quarterly, het British Journal of Political Science en het European Journal of Political Research. Crombez heeft een h-index van 20.
Hij had aanstellingen als gastprofessor aan onder meer het Istituto Italiano di Scienze Umane in Firenze, de Università degli Studi Di Firenze, de University of Michigan, de University of Illinois, Northwestern University en het European University Institute.